# Harry Ford (Schauspieler)
Harry Ford (* 22. Dezember 1987 in Dyersburg, Tennessee als Harrison Miller Ford) ist ein US-amerikanischer Schauspieler.

## Leben und Karriere
Harry Ford stammt aus dem Westen des US-Bundesstaats Tennessee. Er besuchte in Memphis die High School und nahm nach dem Abschluss ein Theaterstudium an der Southern Methodist University in Texas auf, das er mit dem Bachelor of Fine Arts abschloss. Zuvor studierte er am Indiana University’s Honors College Gesang und nahm ein juristisches Aufbaustudium auf. Nach dem Abschluss in Texas zog er nach New York, wo er den akademischen Grad Master of Fine Arts an der Tisch School of the Arts erlangte.
Ford steht seitdem regelmäßig auf den Theaterbühnen New Yorks und Umgebung. Er spielte unter anderem die titelgebende Rolle in Macbeth und trat als Mercutio in Romea und Julia, beides Werke von William Shakespeare, auf.  Auch in der Inszenierung von Der Kirschgarten des Autors Anton Tschechow wirkte er mit und ist darüber hinaus Begründer des Studios The Sandbox, wo er angehende Clowns unterrichtet. Seine erste Rolle vor der Kamera übernahm Ford 2009 als J.D. Trawick im Film Skiptracers. Nach einem Auftritt im Kurzfilm Spanish Rice, war er 2015 als Ralph im Filmdrama Louder Than Bombs an der Seite von Jesse Eisenberg, Gabriel Byrne und Isabelle Huppert zu sehen. Größere Bekanntheit erlangte er vor allem durch die Rolle des Dr. Angus Leighton aus der Serie Code Black, die er von 2015 bis 2018 in einer Hauptrolle spielte.
Ford lebt heute in Los Angeles.

## Filmografie (Auswahl)
- 2009: Skiptracers
- 2013: Spanish Rice (Kurzfilm)
- 2015: Louder Than Bombs
- 2015: The Grid: Zombie Outlet Maul (Stimme)
- 2015–2018: Code Black (Fernsehserie, 47 Episoden)
- 2024: Borderlands